# Barnitz
Barnitz (niederdeutsch Barns) ist eine Gemeinde im Kreis Stormarn in Schleswig-Holstein. Die Gemeinde liegt östlich von Bad Oldesloe und besteht aus den Ortschaften Benstaben, Groß Barnitz, Klein Barnitz und Lokfeld.

## Geografie
Die Dörfer der Gemeinde liegen entlang des Flusses Trave in einem malerischen Flusstal. Gestaltet wurde diese Landschaft in der späten Eiszeit als Grund- oder Endmoränengebiet, wo Erdmaterial nach der Schneeschmelze liegen geblieben ist, welches die Gletscher vor sich hergeschoben haben – wie im gesamten östlichen Teil Schleswig-Holsteins, dem sogenannten Hügelland. Der Boden besteht daher zu großen Teilen aus Geschiebemergel, welcher zum Teile recht große Findlinge beinhaltet. Mancherorts findet man auch mehr sandhaltige oder auch tonhaltige Böden. Der Boden ist überaus fruchtbar und bietet beste Voraussetzungen sowohl für allgemeine landwirtschaftliche Nutzung wie auch für gestalterischen Garten- und Landschaftsbau.

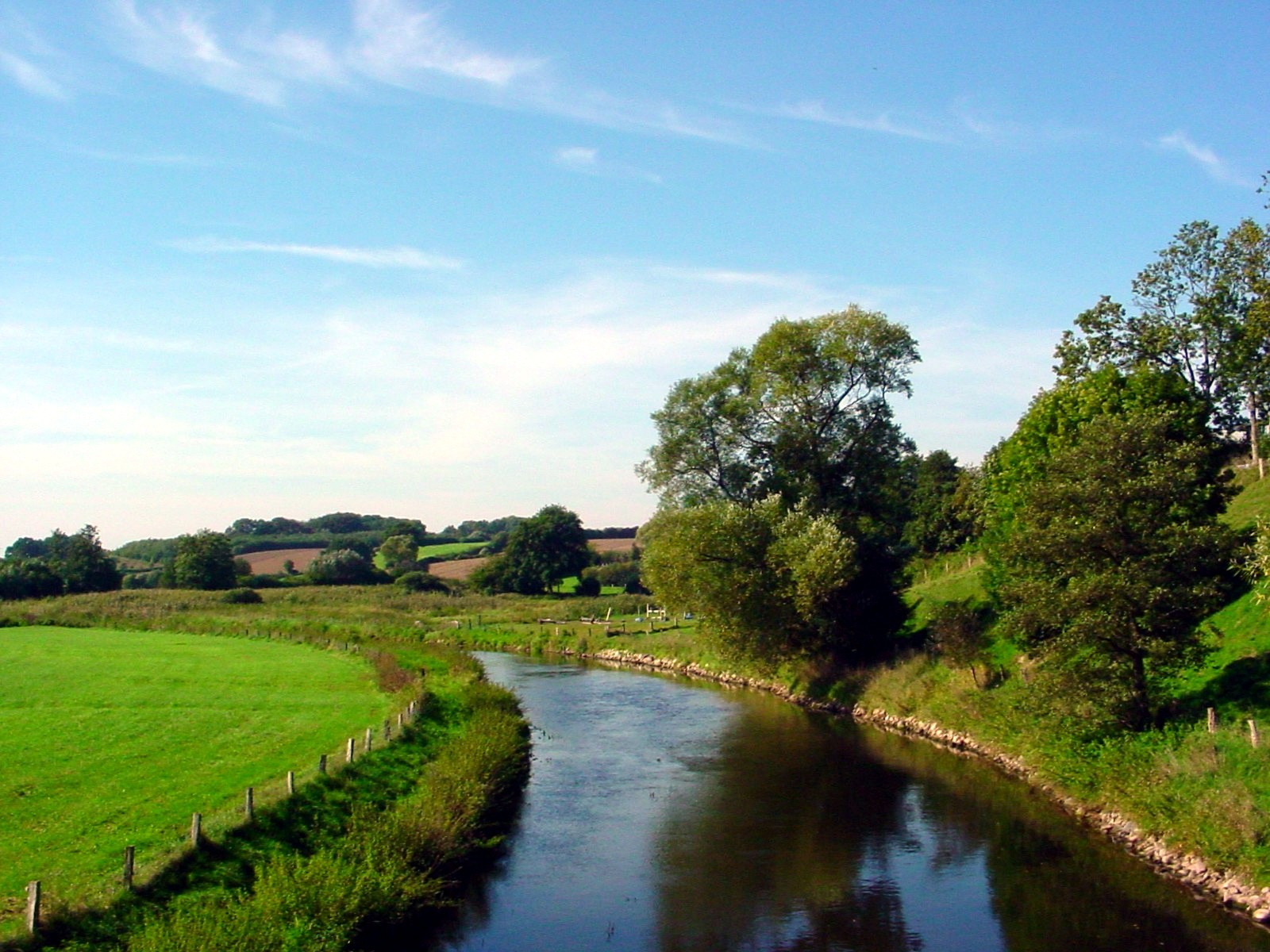
Trave bei Lokfeld

## Geschichte
Die Gemeinde entstand 1970 als Zusammenschluss der bis dahin selbständigen Gemeinden Groß Barnitz, Klein Barnitz und Lokfeld. Bereits 1938 war dieser Zusammenschluss geplant, scheiterte jedoch. Am 1. Januar 1978 wurde der Nachbarort Benstaben eingemeindet.
Der Ortsname ist vermutlich wendischer, also westslawischer Herkunft. Die Bedeutung ist nicht abschließend geklärt. Einerseits könnte der Name auf die Gründung durch einen „Berislav“ als Ortsgründer hinweisen, wahrscheinlicher ist aber die Herleitung des Namens aus der Beschreibung der örtlichen Gegebenheit. Wörtlich übersetzt in das Hochdeutsche bedeutet „Barnitz“ nämlich so viel wie „Birken-Au“, was auf eine mit Birken bewachsene Flussniederung hindeutet. Insgesamt tragen im ehemals wendischen Raum drei Orte und ein kleiner Fluss diesen Namen.
Ein direkter Zusammenhang mit dem Fluss Barnitz, welcher bei Bad Oldesloe in die Beste und dann als Beste weiter mit der Trave zusammenfließt, kann daher trotz der relativen räumlichen Nähe nicht zwingend hergeleitet werden. Die Trave verleiht, soweit in unserer Geschichtsschreibung nachvollziehbar, seit je dem gemeinsamen weiteren Verlauf des Gewässers den Namen.
Belege für frühere Besiedlungen in diesem Gebiet sind ein in den siebziger Jahren entdeckter steinzeitlicher Urnenfriedhof bei der Siedlung „Heidberg“ (1 km östlich von Barnitz) und ein mit zwei Schriftzeichen sowie einer Blutrinne in Form eines Blitzes versehener Opferstein in Lokfeld. Die Schriftzeichen zeigen noch deutlich den Einfluss der phönizischen Schrift, aus der sich die spätere und eigenständige Runenschrift entwickelt hat.
Benstaben
Benstaben wurde erstmals 1263 erwähnt. Es gehörte damals zum Lübecker Domkapitel. Von 1352 bis 1582 gehörte das Dorf dem Kloster Reinfeld, anschließend wurde es vom alten landesherrlichen Amt Reinfeld verwaltet. Bei Bildung des landesherrlichen Amtes Rethwisch 1671 wurde Benstaben dorthin gelegt. 1761 wurde die Leibeigenschaft aufgehoben. Nach Einführung der preußischen Kommunalverfassung 1889 gehörte der Ort zum neuen Amtsbezirk Rethwisch. 1948 wurde er Teil des Amtes Reinfeld-Land, um 1972 dem Amt Nordstorman zugeteilt zu werden. Bei seiner Eingemeindung nach Barnitz am 1. Januar 1978 hatte Benstaben 176 Einwohner.
Groß Barnitz
Groß Barnitz ist um 1200 im Rahmen der deutschen Nordostsiedlung gegründet worden. Im 13. Jahrhundert gehörte es zum Lübecker Domkapitel, seit der Reformation war es als sog. Lübsches Stadtstiftsdorf im Besitz des Lübecker Johannisklosters. 1672 wurde eine Dorfschule gegründet, 1938 wurde der Schulbetrieb hier zugunsten eines Gesamtschulverbandes, an dem sich die Gemeinden Groß Barnitz, Klein Barnitz und Lokfeld beteiligten, eingestellt. Unterrichtsort war fortan Lokfeld. Nach 1964 wurden auch dort nur noch die Grundschüler unterrichtet, zur Hauptschule, Realschule oder zum Gymnasium fuhren die Schüler nach Reinfeld, Bad Oldesloe oder Lübeck.
Mit der Säkularisation 1803 kam Groß Barnitz zum Fürstentum Lübeck und 1842 durch einen Gebietsaustausch zu Holstein und dort zum landesherrlichen Amt Rethwisch. Nach der Annexion Schleswig-Holsteins durch Preußen und Einführung der Kommunalverfassung 1889 gehörte der Ort zum Amtsbezirk Klein Wesenberg. 1948 wurde Groß Barnitz dem neu gegründeten Amt Nordstormarn zugeordnet. 1961 hatte Groß Barnitz 230 Einwohner.
Klein Barnitz
Klein Barnitz wurde erstmals um 1170 als Bernice erwähnt und war eine wendische Gründung. 1233 kam es als Schenkung an das Lübecker Domkapitel. Seit 1571 war Klein Barnitz evangelisch-lutherisch. Es gehörte wie alle Besitzungen des Lübecker Domkapitels außerhalb der Stadt zum Hochstift Lübeck, seit 1803 zum Fürstentum Lübeck.
1842 kam Klein Barnitz im Rahmen eines Gebietstausches zu Holstein und wurde dort dem landesherrlichen Amt Rethwisch zugeordnet. Die 1680 gegründete Schule ging 1843 in einer Gemeinschaftsschule mit Groß Barnitz auf. Nach der Annexion Schleswig-Holsteins durch Preußen wurde der Ort dem neu gegründeten Kreis Stormarn eingegliedert und gehörte seit Einführung der preußischen Kommunalverfassung 1889 zum Amtsbezirk Klein Wesenberg. Die kommunale Neuordnung 1948 führte zur Eingliederung in das Amt Reinfeld-Land. 1961 hatte Klein Barnitz 61 Einwohner.
Lokfeld
Lokfeld wurde erstmals 1189 urkundlich erwähnt. Das Dorf umfasst einen Ortskern mit 40 Häusern und vier Siedlungshöfen im „Heckkaten“. Darunter finden sich zwölf kombinierte Wohn- und Wirtschaftsgebäude, fünf Altenteile, eine ehemalige Schule, eine alte Schmiede, einen ehemaligen Baubetrieb und eine ehemalige Schankwirtschaft. Zu zweien der übrigen vierundzwanzig reinen Wohnhäuser gehören noch separate Stallungen, die heute, wie in den kombinierten Wohn/Wirtschaftsgebäuden auch, als Lager- oder Hobbyräume genutzt werden. Mit dem Stand vom Januar 2006 waren in Lokfeld 112 Einwohner gemeldet, mit den Kindern leben dort insgesamt 128 Menschen. Die Nutzflächen sind überwiegend verpachtet, haupterwerbliche Landwirtschaft im Sinne von Ackerbau oder Viehhaltung wird in Lokfeld nicht mehr betrieben, es gibt jedoch einige Reitpferde.

## Politik

### Gemeindevertretung
Bei der Kommunalwahl am 14. Mai 2023 wurden insgesamt elf Sitze vergeben. Von diesen erhielt die Kommunale Wählervereinigung Barnitz sechs Sitze und die CDU fünf Sitze.

### Wappen
Blasonierung: „Von Blau und Rot durch einen breiten silbernen Wellenbalken geteilt. Oben ein silbernes Plattbodenboot, unten ein goldenes geradearmiges Tatzenkreuz mit verlängertem unterem Kreuzarm, rechts und links begleitet von je zwei vierstrahligen goldenen Sternen.“

## Kultur und Sehenswürdigkeiten

### Theater und Museen
Ein Aufleben des Kulturlebens in der Gemeinde ist in mehreren Gastspielen wie dem der Lübecker Operette auf dem Lande im Festsaal in Groß Barnitz zu verzeichnen, es haben sich weiterhin einige bildende Künstler im Ort angesiedelt, die Ausstellungen, Konzert- und Filmabende anbieten. Traditionell-kulturelle Veranstaltungen und Feste, bäuerliches und handwerkliches Kunsthandwerk und auch die plattdeutsche Laienspielgruppe traten mehr und mehr in den Hintergrund. Im Winter 2006 wurde der TraveArt e. V. von Künstlern, Unternehmern und Privatleuten aus vier Bundesländern in Barnitz gegründet, um das Zustandekommen regionaler, nationaler und internationaler Kunst- und Kulturprojekte zu fördern.

### Regelmäßige Veranstaltungen
Traditionell findet im Sommer ein Vogelschießen statt. An der Veranstaltung nimmt Jung und Alt aus der Gemeinde teil, ob als Zuschauer, Organisator oder Teilnehmer. Es ist eine willkommene Gelegenheit, wieder einmal mit den Nachbarn zu sprechen, mit denen man über das Jahr weniger zu tun hat.
Die Freiwilligen Feuerwehren organisieren jedes Jahr mehrere Aktivitäten wie z. B. Grillfeste, Laternenumzüge für die Kinder sowie ein großes Tannenbaumverbrennen. Außerdem beteiligen sich die Feuerwehren bei anderen Veranstaltungen, wie z. B. dem Vogelschießen, durch Unterstützung beim Auf- und Abbau und pflegen somit maßgeblich den dörflichen Zusammenhalt.
Die Künstler des Ortes öffnen in jedem Jahr an Himmelfahrt für vier Tage im Rahmen des KunstHandFest Barnitz ihre Ateliers und Ausstellungsräume für Besucher und präsentieren ihre Arbeiten und die einer wachsenden Zahl von Gastkünstlern aus der Bundesrepublik und Europa.

## Wirtschaft und Infrastruktur

### Unternehmen
In der Gemeinde gibt es nur noch einige landwirtschaftliche Betriebe.

### Öffentliche Einrichtungen
Barnitz verfügt über zwei Freiwillige Feuerwehren in Barnitz und in Benstaben. Die FF Barnitz (früher: FF Barnitz-Lokfeld) wurde 1881 gegründet und gehört zu den ältesten Feuerwehren im Kreis Stormarn. Über die Freiwilligen Feuerwehren bestehen zwischen der Gemeinde Barnitz und der Stadt Schlitz im Vogelsbergkreis seit Jahrzehnten freundschaftliche Verbindungen.

### Bildung
Barnitz gehört seit 1972 dem Schulverband Reinfeld an. Im Ort gibt es keine eigene Schule mehr.

### Verkehr
Die Bundesautobahn 1 von Hamburg nach Lübeck streift das Gemeindegebiet zwischen Benstaben und Klein Barnitz, nächste Auffahrt ist Reinfeld (3 km). Der nächste Bahnhof ist ebenfalls in Reinfeld. Nach Reinfeld führt ein Fuß und Radweg, auf dem man von Groß Barnitz über Lokfeld nach Reinfeld zu Fuß etwa eine halbe Stunde, mit dem Fahrrad etwa eine viertel Stunde benötigt. Die Dörfer liegen ca. 10 km von Bad Oldesloe entfernt, 50 km von Hamburg und 17 km von Lübeck. Es gibt zwei Brücken für Straßenverkehr über die Trave, in Benstaben und zwischen Groß Barnitz und Lokfeld. Bei Klein Barnitz gibt es eine Fußgängerbrücke. In jedem Ortsteil besteht eine Bushaltestelle, von wo aus einerseits die Schüler in die Schulorte Reinfeld oder Bad Oldesloe gebracht werden, andererseits bestehen aber auch vormittags und nachmittags Busverbindungen in die Städte Lübeck und Bad Oldesloe, die von jedermann genutzt werden können.

## Persönlichkeiten
- Uwe Lindau (* 1950 in Groß-Barnitz; † 2022 in Karlsruhe), Bildender Künstler